# Troy, Michigan
Troy är en stad i Oakland County i Michigan. Staden har fått sitt namn efter Troy, New York. Enligt 2010 års folkräkning hade Troy 80 980 invånare.

## Kända personer från Troy
- Martin Klebba, skådespelare och stuntman
- Jack Van Impe, predikant